# Cerro Lucía
Cerro Lucía är en kulle i Antarktis. Den ligger i Västantarktis. Argentina, Chile och Storbritannien gör anspråk på området. Toppen på Lucía är 271 meter över havet.